# 戦闘妖精少女 たすけて! メイヴちゃん
『戦闘妖精少女 たすけて！メイヴちゃん』（せんとうようせいしょうじょ たすけて！メイヴちゃん）は、日本のOVA作品（全1話）、2005年2月24日発売。
『戦闘妖精雪風』のOVA化以降にスピンオフ作品として製作され、作中に登場する戦闘機が美少女キャラクター化され登場する。本来はOVA本編製作スタッフが描いたただの落書きだったが、公式ページに掲載したところ思わぬ反響を呼んだため、スピンオフの形でアニメ化の運びとなった。ストーリーは本作独自のものとなっており、制作スタジオもスタジオ・ファンタジアが担当する。

## ストーリー
アニメイベントのチケットが当選し一人上京してきた杉山レイは、イベント会場の熱気にただただ唖然とするばかり、気を落ち着かせるためにトイレへと入った瞬間、見知らぬ世界に迷い込んでしまう。
分けのわからないままでいると突然、ナイフを持った少女メイヴちゃんに襲われてしまう。間一髪の所をスーパーシルフに助けられる。シルフがメイヴにこの人は敵ではないと窘めている所にシルフィードが現れ、この世界はアニメファンの想像上の世界であり、我々も元はあるアニメ作品に登場する戦闘メカであったと説明する。会場に集まったアニメファン達の情念が増幅されゲートが開いてしまったのだという。さらにファーンIとファーンIIも合流した所に監視役のバンシー達から、新たな魔物が現れたという警告が送られてくる。
強力な敵の前に命からがら逃げ出すレイ達。逃げ込んだ洞窟の中でレイはメイヴ達がいずれ消えてしまう事を知る。アニメファンに忘れ去られたキャラクターは消えてしまう運命なのだった。運命には従うしかないと悲しむメイヴ達にレイは自分はアニメに出会ってたくさんの元気を貰った。だから今度はみんなに元気になってほしいと励ましの言葉を掛ける。
レイの言葉に最後の反撃を決心するメイヴ達。しかし忘却の魔物「フォゲッタ」の強力な攻撃の前になすすべもない。ダメージを受け消えかけるメイヴ達。シルフは私達の事は置いて早くゲートから逃げるようにレイに言う。
ゲートの手前で立ち止まるレイ。拳を握り締めたその時、現実世界のありとあらゆるモニター画面にレイのいる想像世界が映る。レイの絶対に君たちのことを忘れないという叫びで元気を取り戻すメイヴ達、全員一斉での反撃でフォゲッタを追い詰めるがあと少しというところで逃げられてしまう。
もう大丈夫だねとレイがゲートから現実世界に戻ろうとすると、すでにゲートは閉じてしまっていた。レイはメイヴ達と共に想像世界で戦いを続けていくことを決心する。

## 登場人物
杉山レイ
声 - 吉野裕行
田舎から上京してきた17歳の少年。中学2年の時にアニメと出会い、それ以来どっぷりはまる。気弱な性格だが、芯の部分に熱いものを持つ。
メイヴちゃん
声 - 水樹奈々
黒く長いストレートの髪と褐色肌、獣のような耳にインカム、そして2本の短刀を持つ。一度思い込んだら突っ走る猪突猛進な性格で、衣装も活動的に動けるようなショートパンツやスパイクシューズとなっている。妖精少女の中で最も背が低い。モチーフは、FRX-00。眼球はモチーフのエンジン回転計を模しており、稼動する。本作品のプロジェクト始動は、メカデザイナーの山下いくとが、パソコンのデータが消えてしまった腹いせで描いたメイヴちゃんの落書きをきっかけとしている。
スーパーシルフちゃん
声 - 大原さやか
妖精少女の中で最も長身で、最も巨乳。碧色の長髪に士官服を思わせる衣装と帽子に身を包む。パンツには神林長平の直筆「雪風」マークとサインが書いてある。おっとりした性格でマイペース。戦闘への参加も消極的。設定画には大きなブーメランが描かれている。モチーフは、FFR-31MR/D。
シルフィードちゃん
声 - 清水香里
銀色の髪をツインテールにしている妖精少女のリーダー格。少し垂れ目のスーパーシルフと違い、赤い瞳のツリ目で衣装の露出度も高い。一見冷静だが熱血感な部分もある。スーパーシルフのことを嫌っている。スカート内からミサイルを多数発射できる。設定画にはミサイル型のメイスが描かれている。モチーフは、FFR-31。
ファーンI
声 - 中原麻衣
ファーンIIとコンビを組む妖精少女。茶髪のウェーブが入ったショートヘアで、ファーンIIと違い好戦的な性格。メイヴちゃん、スーパーシルフのことをよく思っておらず、スーパーシルフに「ワンちゃん」と呼ばれることを極端に嫌っている。設定画では増槽型のバッグが描かれている。モチーフは、FA-1。
ファーンII
声 - 沢城みゆき
ファーンIとコンビを組む妖精少女。黄緑色のロングヘアにインカムを装備しており、ファーンIとは対照的に暗い。非常に口数が少なく、何を考えているのか分からない。何かしらの野望を秘めているのか、地面に「ファーンII王国」「ファーンII帝国」「ファーンII教国」という怪しいことを書いていた。設定画には浮遊するキックボードのような物が描かれている。モチーフは、FA-2。
バンシーA
声 - 若林直美
バンシーB
声 - 有島モユ
2対の翼を持った装備を持ち、いつも二人一緒にいて高空からメイヴちゃん達に敵の接近を知らせる。設定上、二人は眠っている。
忘却の魔物「フォゲッタ」
声 - 岩田光央
古くなり人々から忘れ去られたキャラクター達を忘却の彼方へと送り込もうとしている。レイをイメージ世界に引きずりんだ張本人。外見は、某合体ロボなどの集合体。名前は英単語の「forget(和訳「忘れる」)」に由来する。
ジャム
フォゲッタの手下。大量に現れ妖精少女達と戦う。原作とは違い、ちょっとコミカルな動きをする。

## スタッフ
- 原作 - 神林長平
- 監督・脚本 - もりたけし
- 絵コンテ・演出 - もりやまゆうじ
- 翻案・キャラクター原案 - 山下いくと
- アニメーションキャラクターデザイン・作画監督 - 中本尚子、もりやまゆうじ
- 美術 - 南郷洋一
- 色彩設定 - 鍋島佳寿子
- 撮影監督 - 勝又雄一
- 編集 - 重村建吾
- 音響監督 - 鶴岡陽太
- プロデューサー - 杉山潔、飯塚智久
- アニメーション制作協力 - カオスプロジェクト
- アニメーション制作 - スタジオ・ファンタジア
- 製作 - バンダイビジュアル

## 主題歌
エンディングテーマ「ヤッタネ！約束だよ」
作詞 - 井筒日美 / 作曲 - ロドリゲスのぶ / 編曲 - Beans.M / 歌 - 水樹奈々、大原さやか、清水香里
挿入歌「トキメキはいつも」
作詞 - 齋藤紀子 / 作曲 - 2-TOM / 編曲 - ポーラ作造 / 歌 - 角野聡子

## 特典

### DVD本編
- 【初回限定版】（BCBA-2058）片面1層 / 約30分
- 【通常版】（BCBA-2059）

### 初回限定版特典
1. 萌え萌えメイヴちゃん - 着色完成済フィギュア（約12cm／原型協力：荒川泰之）
2. エンディングテーマ・シングル「ヤッタネ！約束だよ」シングルCD
  - 歌：水樹奈々、大原さやか、清水香里
3. 表面：キャラ原案・山下いくと／裏面：もりやまゆうじ描き下ろしによるリバーシブルジャケット仕様

### 毎回封入特典
- 特製ブックレット（8p）